# 棕刺莺属
棕刺莺属（学名：Dasyornis）是雀形目棕刺莺科（学名：Dasyornithidae）的唯一一属，包含三个物种。本属是澳大利亚南部的特有类群，有时也被归类为刺嘴莺科或斑食蜜鸟科的成员。它们栖息在植被茂密的灌木林，以小型无脊椎动物及植物的种子为食。鸟类学家对于它们的繁殖生态学信息知之甚少，但根据一些有限的研究推测它们是单配偶制的，雌鸟单独孵卵，但雌雄共同参与育雏。它们面临着栖息地破坏和森林火灾的威胁，棕刺莺目前为濒危，西刺莺为易危，而短翅刺莺目前为无危。